# Штурмабтајлунг
Штурмабтајлунг, је паравојна формација НСДАП-а - Немачке нацистичке партије у нацистичкој Немачкој. Дословно, име „штурмабтајлунг“ на немачком значи јуришни одред.
Ова паравојна формација је имала кључну улогу у успону Адолфа Хитлера на власт тридесетих година 20. века. СА-овци су били често познати као смеђокошуљаши због боје њихове униформе, док су СС-овци били познати као црнокошуљаши.
СА је била прва нацистичка паравојна група која је развила псеудо-војне титуле за своје чланове. Чинови СА ће касније бити преузети и од стране многих других група Нацистичке партије, најистакнутије СС.

## Историја
Термин „Јуришна дивизија“ оригинално је дошао од специјализованих немачких јединица из Првог светског рата који су користили Хутијерове тактике. Уместо масовног напада, они су се организовали у мале групе које су садржавале по неколико војника. Први пут искоришћена у бици код Камбреја, шира употреба ове тактике и матру 1918. дозволила је Немцима да одбаце британске и француске линије за десетине километара.
У Минхену, 1920. године, Хитлер особно оснива Орднертрупен; одред мишићавих нациста, бивших војника и пивничких избацивача с наредбом да штите његове говоре и окупљања Нацистичке партије од комуниста. У почетку је функционисало као група телохранитеља који је требало да одрже ред на нацистичким окупљањима. Убрзо је име промењено у Шпортабтајлунг, скривајуће име с значењем „спортски одред“, и постаје познато по иницијалима СА. Касне 1921. име се мења у последњу верзију: Sturmabteilung. Под водством њиховог популарног лидера Ернста Рема, СА расте у важности унутар структуре нацистичких снага, са хиљадама чланова. 1922, НСДАП ствара омладинску секцију, Југенбунд, за младиће између 14 и 18 година. Његов наследник, Хитлерјугенд, остаје под заповедништвом СА до 1932. године. СА извршава бројне акте насиља против социјалистичких група кроз 1920-е, најчешће у мањим уличним сукобима.
Кад је Хитлер преузео власт 1933, СА постаје све више жељна власти и видела је себе као замену за немачку армију. То је разљутило регуларну армију Рајхсвер која је већ презирала Нацистичку партију, и називала СА „смеђим шљамом“. То је такође довело до тензија са осталим лидерима у партији који су видели Ремове СА растуће снаге као претњу својим личним амбицијама. СА се сматрала за опасном и радикалном организацијом, поготово зато што је општи обичај у СА био полагање заклетве лојалности локалним челницима СА, а не Адолфу Хитлеру или Нацистичкој партији у целини.
С циљем да уђе у савез са нерадикалним снагама у немачкој војсци и да учврсти своју позицију унутар Нацистичке партије, Хитлер наређује смакнуће водства СА, које се догодило у ноћи између 30. јуна и 1. јула 1934. Овај догађај је познат као Ноћ дугих ножева. Виктор Луце постаје нови заповедник СА, и организација убрзо постаје маргинализована у нацистичкој владајућој структури.

## Вође СА
Вођа СА био је познат као Врховни вођа СА (Oberster SA-Führer). Следећи људи били су на овом положају током постојања СА:
- Емил Морис (1920. – 1921)
- Ханс Улрих Клинч (1921—1923)
- Херман Геринг (1923)
- ниједан (1923—1925)
- Франц Пфефер фон Саломон (1926. – 1930)
- Адолф Хитлер (1930—1945)

1930, ради централизовања СА, Хитлер лично преузима вођство над целом организацијом. Свакодневне послове тада води Шеф штаба СА (Stabschef SA), делујући у Хитлерово име.
Тај положај држали су:
- Ернст Рем (1931—1934)
- Виктор Луце (1934—1943)
- Вилхелм Шепман (1943. – 1945)

## Ноћ дугих ножева
Хитлер је имао своје разлоге зашто је желео да се Рем уклони. Неки од његових моћних присталица су се већ неко време жалили на Рема. Генерали су се противили Ремовој жељи да СА, снаге од преко три милиона људи, апсорбују много мању Немачку армију у своје редове под његовим вођством. Пошто су официри развили Рајхсвер као професионалну снагу од 100.000, веровали су да ће бити уништен ако се споји са милионима необучених СА насилника. Штавише, команданти армија су били веома забринути због извештаја о огромној залихи оружја у рукама СА припадника. Индустријалци, који су обезбедили средства за победу нациста, били су незадовољни Ремовим социјалистичким погледима на економију и његовим тврдњама да се права револуција тек треба десити. Председник Хинденбург је обавестио Хитлера у јуну 1934. да ће, ако не дође до потеза за обуздавање СА, он распустити владу и прогласити ванредно стање.
Хитлер је такође био забринут да Рем и СА имају моћ да га уклоне са места вође. Геринг и Химлер су рачунали на овај страх тако што су Хитлера непрестано хранили новим информацијама о Ремовом предложеном пучу. Мајсторски потез је био тврдња да је Грегор Штрасер, кога је Хитлер мрзео, део планиране завере против њега. Са овом вести, Хитлер је наредио свим вођама СА да присуствују састанку у хотелу Ханселбауер у Бад Висзеу.
Хитлер је 30. јуна 1934. у пратњи СС јединица стигао у Бад Висзе, где је лично ухапсио Рема и друге високе вође СА. Током наредних 48 сати, 200 других високих официра СА је ухапшено на путу за Висзе. Многи су стрељани и убијени чим су ухваћени, али Хитлер је одлучио да помилује Рема због његових прошлих услуга у покрету. Првог јула, након великог притиска Геринга и Химлера, Хитлер је пристао да Рем умре. Хитлер је инсистирао да Рему прво треба дозволити да изврши самоубиство. Када је Рем одбио да то учини, упуцала су га два СС официра, Теодор Ајке и Михаел Липерт. Иако су имена 85 жртава позната, процењује се да је укупан број убијених између 150 и 200 мушкараца, од којих су остали неидентификовани.
Неки Немци су били шокирани погубљењима, али многи други су сматрали да је Хитлер успоставио „ред“ у земљи. Гебелсова пропаганда је истицала „Ремов револт” у данима који су уследили. Хомосексуалност Рема и других вођа СА објављена је у јавности да би се додала „вредност шока“, иако су Хитлер и други нацистички лидери годинама знали за сексуалност Рема и других именованих вођа СА.